# Berta Zimmermann
Berta Zimmermann (* 27. September 1902 in Zürich; † 2. Dezember 1937 in Moskau) war eine Schweizer Komintern-Mitarbeiterin.
Geboren in der Familie eines Gartenbau-Architekten, schloss Zimmermann 1921 die Höhere Handelsschule in Zürich mit einem Handelsdiplom ab und arbeitete bis 1923 als Sekretärin in einer Anwaltskanzlei. 1924 heiratete sie den Schweizer Kommunisten, Mitbegründer der Komintern und Freund Lenins, Fritz Platten. Im März 1924 zog sie zusammen mit einer Gruppe Schweizer Auswanderer in die Sowjetunion und arbeitete als Buchhalterin in der von Schweizer Kommunisten um Platten geführten landwirtschaftlichen Genossenschaft beim Dorf Nowaja Lawa in der heutigen Uljanowsker Oblast.
Bereits wenige Monate später zog sie nach Moskau und begann, als Sekretärin und Übersetzerin im Exekutivkomitee der Kommunistischen Internationale zu arbeiten – zunächst in der Informationsabteilung, ab 1929 in der Organisationsabteilung, ab 1931 schließlich im geheimen Komintern-Verbindungsdienst, dem Otdel meschdunarodnych swjasei (OMS). Als Komintern-Kurierin führte sie mehrere geheime Missionen in Westeuropa durch, unter anderem in Prag und Paris. Anschließend arbeitete sie als Sekretärin von Ossip Pjatnizki und Alexander Abramow-Mirow, ab 1935 war sie als Leiterin der OMS-Kurierabteilung tätig. 
Zimmermann war zeitlebens parteilos, die Aufnahme in die Kommunistische Partei der Sowjetunion wurde ihr 1924 verwehrt. Am 4. Juni 1937 wurde sie in Moskau vom NKWD verhaftet, wenige Tage nach der Verhaftung ihres Vorgesetzten Abramow-Mirow. Mutmaßlich unter Folter gestand sie, einer „trotzkistischen Spionageorganisation“ innerhalb der Komintern anzugehören und zudem für den deutschen und britischen Geheimdienst zu arbeiten. Vor Gericht widerrief sie ihr „Geständnis“, wurde dennoch am 2. Dezember 1937 zum Tode verurteilt und mutmaßlich am gleichen Tag erschossen. Ihr Ehemann, Fritz Platten, wurde 1938 verhaftet, zu Lagerhaft verurteilt und 1942 im Lager erschossen.
Platten und Zimmermann wurden im Mai 1956 im Rahmen der Entstalinisierung in der Sowjetunion rehabilitiert. Eine Kopie von Berta Zimmermanns Komintern-Personalakte befindet sich im Schweizerischen Sozialarchiv.